# Will Power
Will Power, född 1 mars 1981 i Toowoomba, Australien, är en australisk racerförare. Power vann Indycar Series 2014 samt 2022 och Indianapolis 500 2018.

## Racingkarriär
Power inledde sin karriär i australiska Formel Ford, där han som bäst blev tvåa 2001. Han blev även trea i Australiska F3-mästerskapet 2002. Han flyttade sedan till Storbritannien, där han blev nia i Brittiska F3-mästerskapet 2004. Efter det satsade han på Formula Renault 3.5 Series, där han 2005 blev sjua i serien, efter att ha tagit en delseger. Han tävlade även i A1GP samma år. 2006 blev han sexa i sin nya serie; Champ Car. Han följde upp det säsongen 2007 genom att bli fyra efter att ha vunnit två race. Efter seriens nedläggning körde han i IndyCar Series 2008, där han slutade tolva för KV Racing.
Efter säsongen fick han gå ifrån teamet på grund av uteblivna sponsorintäkter, men skrev på ett årslångt kontrakt med Team Penske för 2009 som testförare, då Hélio Castroneves misstänktes för skattefiffel i samband med transaktioner då han skrev sitt första Penskekontrakt hösten 1999. Power körde premiären i Saint Petersburg i Castroneves subliminalt sponsrade Marlborobil, innan Castroneves deklarerades frikänd någon vecka efteråt. Power fick möjligheten att köra den efterföljande tävlingen i Long Beach, där han tog pole position i en bil han aldrig kört tidigare, och slutade tvåa i racet bakom Dario Franchitti. Power fick därefter köra några deltävlingar, och lyckades komma på pallen i Toronto, samt vinna i Edmonton, innan en krasch under fri träning på Sears Point satte stopp för Powers säsong, då han skadade ryggen när han träffade Nelson Philippes skadade bil. Bägge förarna fördes till sjukhus, men båda deklarerades slippa bestående men. 
Inför säsongen 2010 fick Power klart med att köra hela säsongen med Penskes Verizon-sponsrade #12-bil. 

## Champ Car

### Segrar
| Nr | Bana       | År   |
| -- | ---------- | ---- |
| 1  | Vegas      | 2007 |
| 2  | Toronto    | 2007 |
| 3  | Long Beach | 2008 |

### Andraplatser
| Nr | Bana        | År   |
| -- | ----------- | ---- |
| 1  | Mexico City | 2007 |

### Tredjeplatser
| Nr | Bana           | År   |
| -- | -------------- | ---- |
| 1  | Mexico City    | 2006 |
| 2  | Long Beach     | 2007 |
| 3  | Mont-Tremblant | 2007 |

### Pole positioner
| Nr | Bana             | År   |
| -- | ---------------- | ---- |
| 1  | Surfers Paradise | 2006 |
| 2  | Vegas            | 2007 |
| 3  | Houston          | 2007 |
| 4  | Edmonton         | 2007 |
| 5  | Surfers Paradise | 2007 |
| 6  | Mexico City      | 2007 |

## IndyCar

### Segrar
| Nr | Bana       | År   |
| -- | ---------- | ---- |
| 1  | Long Beach | 2008 |
| 2  | Edmonton   | 2009 |
| 3  | Toronto    | 2010 |

### Andraplatser
| Nr | Bana       | År   |
| -- | ---------- | ---- |
| 1  | Long Beach | 2009 |

### Tredjeplatser
| Nr | Bana    | År   |
| -- | ------- | ---- |
| 1  | Toronto | 2009 |

### Pole position
| Nr | Bana       | År   |
| -- | ---------- | ---- |
| 1  | Long Beach | 2009 |
| 2  | Edmonton   | 2009 |